# Степногорська збагачувальна фабрика
Степногорська збагачувальна фабрика — підприємство гірничорудної промисловості на півночі Казахстану.
У 1968 році у складі Цілинного гірничо-хімічного комбінату почав роботу гірничо-металургійний завод. У його складі діяв збагачувальний майданчик, що доводив продукцію рудоуправлінь комбінату (Шантобінського, Манибайського, Заозерного, Ішимського, Володарівського), а з якогось моменту також займався купчастим вилуговування урану з низькосортних та некондиційних руд.
Одним із кроків для виходу комбінату з кризи стало розширення сфери діяльності його збагачувальної фабрики. Так, 2006-го стала до ладу нова ділянка, яка мала переробляти 0,5 млн тонн мідно-молібденової руди з Шорського родовища. Втім, рудник на останньому так і не змогли запустити у повноцінну експлуатацію.
У 2013-му Степногорська фабрика переробила першу партію золотовмісної руди від компанії «Казахалтин», яка провадила видобуток на розташованому в районі Степногорська Аксуському руднику.
У 2015-му в межах підготовки до прийому мідно-молібденової руди з родовища Кизилту провели реконструкцію з метою збільшення потужності фабрики в цьому напрямі до 1 млн тонн на рік.